# You Make Me Sick
"You Make Me Sick" é uma canção da artista musical norte-americana Pink. Servindo como terceiro single de seu álbum de estréia, Can't Take Me Home. O single foi lançado nos Estados Unidos em 18 de Dezembro de 2000 e alcançou a #33 posição na Billboard Hot 100. 

## Faixas e formatos
- CD Single

1. "You Make Me Sick" (Radio Mix)
2. "You Make Me Sick" (Dub Conspiracy Remix)
3. "You Make Me Sick" (El B Remix)

- Enhanced CD Maxi Single

1. "You Make Me Sick" (Album Mix)
2. "You Make Me Sick" (HQ2 Smooth Vibe Club Mix)
3. "You Make Me Sick" (HQ2 Hard Funk Club Mix)
4. "You Make Me Sick" (HQ2 Big Room Club Mix)

- Thailand CD Maxi Single

1. "You Make Me Sick" (Radio Mix)
2. "You Make Me Sick" (El B Remix)
3. "You Make Me Sick" (Dub Conspiracy Remix)
4. "You Make Me Sick" (Album Version)
5. "You Make Me Sick" (Instrumental)

## Desempenho nas tabelas musicais

### Paradas semanais
| Tabela musical (2000-01)                  | Melhor posição |
| ----------------------------------------- | -------------- |
| Alemanha - Media Control AG               | 88             |
| Austrália - ARIA Charts                   | 25             |
| Estados Unidos - Billboard Hot 100        | 33             |
| Estados Unidos - Pop Songs                | 12             |
| Estados Unidos - Hot Dance Club Songs     | 43             |
| Irlanda - IRMA                            | 30             |
| Nova Zelândia - RIANZ                     | 10             |
| Países Baixos - Mega Single Top 100       | 62             |
| Reino Unido - The Official Charts Company | 9              |

### Histórico na Billboard Hot 100
O single estreou na tabela Hot 100 da Billboard em 6 de Janeiro de 2001, na #68 posição, e permaneceu na tabela por 19 semanas, até 12 de Maio de 2001.
| Semana | Data                    | Posição | Ref.   |
| ------ | ----------------------- | ------- | ------ |
| 1      | 6 de Janeiro de 2001    | 68      | [ 10 ] |
| 2      | 13 de Janeiro de 2001   | 67      | [ 12 ] |
| 3      | 20 de Janeiro de 2001   | 55      | [ 13 ] |
| 4      | 27 de Janeiro de 2001   | 49      | [ 14 ] |
| 5      | 3 de Fevereiro de 2001  | 41      | [ 15 ] |
| 6      | 10 de Fevereiro de 2001 | 36      | [ 16 ] |
| 7      | 17 de Fevereiro de 2001 | 34      | [ 17 ] |
| 8      | 24 de Fevereiro de 2001 | 33      | [ 18 ] |
| 9      | 3 de Março de 2001      | 35      | [ 19 ] |
| 10     | 10 de Março de 2001     | 41      | [ 20 ] |
| 11     | 17 de Março de 2001     | 51      | [ 21 ] |
| 12     | 24 de Março de 2001     | 57      | [ 22 ] |
| 13     | 31 de Março de 2001     | 72      | [ 23 ] |
| 14     | 7 de Abril de 2001      | 80      | [ 24 ] |
| 15     | 14 de Abril de 2001     | 90      | [ 25 ] |
| 16     | 21 de Abril de 2001     | 94      | [ 26 ] |
| 17     | 28 de Abril de 2001     | 95      | [ 27 ] |
| 18     | 5 de Maio de 2001       | 96      | [ 28 ] |
| 19     | 12 de Maio de 2001      | 100     | [ 29 ] |